# Bank of America Roval 400
De Bank of America Roval 400 is een race uit de NASCAR Cup Series. De race wordt gehouden op de Charlotte Motor Speedway in Concord over een afstand van 501 mijl of 806 km. De eerste editie werd gehouden in 1960 en gewonnen door Speedy Thompson. De wedstrijd maakt deel uit van de Chase for the Championship. In het voorjaar wordt op hetzelfde circuit de Coca-Cola 600 gehouden.

## Namen van de race
- National 400 (1960 - 1965)
- National 500 (1966 - 1976)
- NAPA National 500 (1977 - 1979)
- National 500 (1980 - 1982)
- Miller High Life 500 (1983 - 1985)
- Oakwood Homes 500 (1986 - 1988)
- All Pro Auto Parts 500 (1989)
- Mello Yello 500 (1990 - 1994)
- UAW-GM Quality 500 (1995 - 2005)
- Bank of America 500 (2006 - 2008)
- NASCAR Banking 500 (2009)
- Bank of America 500 (2010-)

## Winnaars
| Jaar                   | Winnaar           | Auto         |
| National 400           | National 400      | National 400 |
| ---------------------- | ----------------- | ------------ |
| 1960                   | Speedy Thompson   | Ford         |
| 1961                   | Joe Weatherly     | Pontiac      |
| 1962                   | Junior Johnson    | Pontiac      |
| 1963                   | Junior Johnson    | Chevrolet    |
| 1964                   | Fred Lorenzen     | Ford         |
| 1965                   | Fred Lorenzen     | Ford         |
| National 500           |                   |              |
| 1966                   | LeeRoy Yarbrough  | Dodge        |
| 1967                   | Buddy Baker       | Dodge        |
| 1968                   | Charlie Glotzbach | Dodge        |
| 1969                   | Donnie Allison    | Ford         |
| 1970                   | LeeRoy Yarbrough  | Mercury      |
| 1971                   | Bobby Allison     | Mercury      |
| 1972                   | Bobby Allison     | Chevrolet    |
| 1973                   | Cale Yarborough   | Chevrolet    |
| 1974                   | David Pearson     | Mercury      |
| 1975                   | Richard Petty     | Dodge        |
| 1976                   | Donnie Allison    | Chevrolet    |
| NAPA National 500      |                   |              |
| 1977                   | Benny Parsons     | Chevrolet    |
| 1978                   | Bobby Allison     | Ford         |
| 1979                   | Cale Yarborough   | Chevrolet    |
| National 500           |                   |              |
| 1980                   | Dale Earnhardt    | Chevrolet    |
| 1981                   | Darrell Waltrip   | Buick        |
| 1982                   | Harry Gant        | Buick        |
| Miller High Life 500   |                   |              |
| 1983                   | Richard Petty     | Pontiac      |
| 1984                   | Bill Elliott      | Ford         |
| 1985                   | Cale Yarborough   | Ford         |
| Oakwood Homes 500      |                   |              |
| 1986                   | Dale Earnhardt    | Chevrolet    |
| 1987                   | Bill Elliott      | Ford         |
| 1988                   | Rusty Wallace     | Pontiac      |
| All Pro Auto Parts 500 |                   |              |
| 1989                   | Ken Schrader      | Chevrolet    |
| Mello Yello 500        |                   |              |
| 1990                   | Davey Allison     | Ford         |
| 1991                   | Geoffrey Bodine   | Ford         |
| 1992                   | Mark Martin       | Ford         |
| 1993                   | Ernie Irvan       | Ford         |
| 1994                   | Dale Jarrett      | Chevrolet    |
| UAW-GM Quality 500     |                   |              |
| 1995                   | Mark Martin       | Ford         |
| 1996                   | Terry Labonte     | Chevrolet    |
| 1997                   | Dale Jarrett      | Ford         |
| 1998                   | Mark Martin       | Ford         |
| 1999                   | Jeff Gordon       | Chevrolet    |
| 2000                   | Bobby Labonte     | Pontiac      |
| 2001                   | Sterling Marlin   | Dodge        |
| 2002                   | Jamie McMurray    | Dodge        |
| 2003                   | Tony Stewart      | Chevrolet    |
| 2004                   | Jimmie Johnson    | Chevrolet    |
| 2005                   | Jimmie Johnson    | Chevrolet    |
| Bank of America 500    |                   |              |
| 2006                   | Kasey Kahne       | Dodge        |
| 2007                   | Jeff Gordon       | Chevrolet    |
| 2008                   | Jeff Burton       | Chevrolet    |
| NASCAR Banking 500     |                   |              |
| 2009                   | Jimmie Johnson    | Chevrolet    |
| Bank of America 500    |                   |              |
| 2010                   | Jamie McMurray    | Chevrolet    |
| 2011                   | Matt Kenseth      | Ford         |
| 2012                   | Clint Bowyer      | Toyota       |
| 2013                   | Brad Keselowski   | Ford         |

Huidige races:
Can-Am Duel ·
Daytona 500 ·
Subway Fresh Fit 500 ·
Kobalt Tools 400 ·
Food City 500 ·
Auto Club 400 ·
STP Gas Booster 500 ·
NRA 500 ·
Aaron's 499 ·
Toyota Owners 400 ·
Bojangles' Southern 500 ·
FedEx 400 ·
Coca-Cola 600 ·
STP 400 ·
Pocono 400 ·
Quicken Loans 400 ·
Toyota/Save Mart 350 ·
Coke Zero 400 ·
Quaker State 400 ·
Camping World RV Sales 301 ·
Brickyard 400 ·
Gobowling.com 400 ·
Cheez-It 355 at The Glen ·
Pure Michigan 400 ·
Irwin Tools Night Race ·
AdvoCare 500 (Atlanta Motor Speedway) ·
Federated Auto Parts 400 ·
Geico 400 ·
Sylvania 300 ·
AAA 400 ·
Hollywood Casino 400 ·
Bank of America 500 ·
Camping World RV Sales 500 ·
Goody's Headache Relief Shot 500 ·
AAA Texas 500 ·
AdvoCare 500 (Phoenix International Raceway) ·
Ford EcoBoost 400

Voormalige races:

Buddy Shuman 276 ·
Budweiser 400 ·
Budweiser NASCAR 400 ·
Columbia 200 ·
Coors 420 ·
First Union 400 ·
Greenville 200 ·
Hickory 276 ·
Kobalt Tools 500 (Atlanta Motor Speedway) ·
Los Angeles Times 500 ·
Mountain Dew Southern 500 ·
Northern 300 ·
Pepsi 420 ·
Pepsi Max 400 ·
Pickens 200 ·
Pop Secret Microwave Popcorn 400 ·
Sandlapper 200 ·
Subway 400 ·
Tyson Holly Farms 400 ·
Winston Western 500